# Мерквиладзе Давид Сергійович
Давид Сергійович Мерквиладзе (нар. 2 травня 1919 — пом. 17 липня 1966) — радянський військовик у роки німецько-радянської війни, Герой Радянського Союзу (1945).

## Біографія
Народився 2 травня 1919 року в селі Кведа Сакара (нині Зестафонський муніципалитет Грузії). Грузин. Освіта середня.
З 1939 року служив у Червоній Армії. На фронтах німецько-радянської війни з 1941 року.
На кінець грудня 1944 року сержант Мерквиладзе командував відділенням розвідки 581-го стрілецького полку (151-ї стрілецької дивізії 7-ї гвардійської армії 2-го Українського фронту), брав участь у боях на підступах до Будапешту (Угорщина). З групою бійців зголосився захопити важливу висоту на північний схід від села Чомор (в 10 км на північний схід від Будапешту). На чолі групи, під прикриттям туману підібрався до висоти і умовним сигналом викликав на неї вогонь радянської артилерії, після чого група стрімко увірвалася в німецькі окопи і захопила висоту і протягом 5 годин відбивала контратаки противника.
28 квітня 1945 року Мерквиладзе Давид Сергійович отримав звання Героя Радянського Союзу.
Після закінчення війни був демобілізований, проживав і працював в Тбілісі. Помер 17 липня 1966 року.

## Нагороди
Нагороджений також орденами:
- Леніна
- Вітчизняної війни 2-го ступеня
- Слави 3-го ступеня